# As-Sinjari
Abu 'l-fath Ahmad as-Sinjari foi o autor de um importante manuscrito do século XI ou XII escrito na língua Tadzhik, indicando que ele era de Sistão, na atual fronteira do Irã. Três cópias do manuscrito foram encontradas em 1951 sendo a mais recente de 1665. Duas cópias foram localizadas em Bucara e uma em Samarcanda e podem não ser idênticas ao original. O conteúdo inclui as usuais lendas de origem do jogo, poemas, problemas, dez ta 'bi'at (sistemas de aberturas) e 287 mansubat. Em 1024 Abu 'l-Qasim Mahmud reconstruiu Ghazna (atual Afeganistão como a nova capital do império e as grandes bibliotecas trazidas em dez anos foram destruídas quando a cidade foi saqueada em 1150. Abu 'l-fath fez sua coleção em Ghazna e afirmou que viajara pela Índia, Iraque e Coração não encontrando ninguém que pudesse derrotá-lo.